# Theodor Mommsen
Theodor Christian Matthias Mommsen (Garding, 30. studenog 1817. – Charlottenburg, 1. studenog 1903.), njemački povjesničar, arheolog, novinar, političar i pravnik.
Najveći je klasični povjesničar 19. stoljeća. Studirao je pravo i klasične znanosti od 1838. – 1843. godine, a poslije nekoliko godina provedenih u Francuskoj i Italiji te kratke novinarske karijere, postao je sveučilišni profesor. Politički je bio angažiran u revoluciji 1848. – 1849. što je rezultiralo otpustom iz profesorske službe. Godine 1858. dodijeljena mu je Katedra za povijest starog vijeka na Sveučilištu u Berlinu. Bio je stalni tajnik Pruske akademije znanosti i umjetnosti, te aktivan i istaknuti član pruskog parlamenta od 1860-ih godina nadalje. 
Uređuje i piše De origine actibusque Getarum do 1880. godine, kada je njegov izvor jedinstveni stari rukopis, u potpunosti izgorio.
1902. godine dobio je Nobelovu nagradu za književnost za djelo Povijest Rima.